# Френкель, Эрнст
Эрнст Эдуард Самуэль Френкель (нем. Ernst Eduard Samuel Fraenkel; 16 октября 1881, Берлин, Германская империя, — 2 октября 1957, Гамбург, ФРГ) — немецкий лингвист, индоевропеист и балтист.

## Биография
Родился в семье бактериолога Альберта Френкеля (1848—1916) — племянника учёных-медиков Морица Траубе и Людвига Траубе. Его сестра Шарлотта Френкель (1884—1932) была замужем за филологом Карлом Фридрихом Эндерсом (1877—1963).
С 1899 года Френкель изучал классическую филологию, санскрит и индоевропеистику у Иоганнеса Шмидта в Берлинском университете имени Гумбольдта. В 1905 году он защитил диссертацию о древнегреческих отыменных глаголах. В 1906—1908 годах он учился у Августа Лескина, специалиста по балтийским языкам, в Лейпциге. В 1909 году стал приват-доцентом в университете имени Христиана Альбрехта. В 1916 году стал экстраординарным, а в 1920 году ординарным профессором.
Несмотря на то, что его родители перешли в протестантизм, в 1936 году его еврейское происхождение привело к увольнению из университета на основании Нюрнбергских расовых законов, кроме того, ему запретили вести публичную преподавательскую работу в Германии. В 1945—1954 годах Френкель руководил семинаром по компаративистике (нем. Seminar für vergleichende Sprachwissenschaft) в Гамбургском университете.

## Труды
- Geschichte der griechischen Nomina agentis auf -ter -tor -tes (-t), I, II, Trübner, Straßburg, 1910—1920;
- Syntax der litauischen Kasus, 1928;
- Die baltischen Sprachen, Carl Winter, Heidelberg, 1950;
- Litauisches etymologisches Wörterbuch, 2 тома, Carl Winter, Heidelberg, Göttingen, 1962—1965.